# Cedusa furcata
Cedusa furcata är en insektsart som beskrevs av Caldwell 1944. Cedusa furcata ingår i släktet Cedusa och familjen Derbidae. Inga underarter finns listade i Catalogue of Life.